# Pseudoscaphirhynchus
Pseudoscaphirhynchus is een geslacht van straalvinnige vissen uit de familie van steuren (Acipenseridae).

## Soorten
- Pseudoscaphirhynchus fedtschenkoi (Kessler, 1872) – Syr-Darjaschoffelneussteur
- Pseudoscaphirhynchus hermanni (Kessler, 1877) – Kleine schoffelneussteur
- Pseudoscaphirhynchus kaufmanni (Kessler, 1877) – Grote schoffelneussteur